# Mauro Uzzeo
Mauro Uzzeo (Marino, 25 agosto 1979) è un fumettista e regista italiano.

## Biografia
Esordisce pubblicando racconti sulle pagine della rivista erotica Blue edita da Francesco Coniglio e, partendo dall’editoria indipendente (Velo di Maya, per Montego, Il gioco di Katie per Edizioni BD, Wonderland per NicolaPesceEditore) raggiunge quella della grande distribuzione scrivendo diverse sceneggiature per John Doe (Editoriale Aurea), un albo della collana dedicata ai Maestri dell'Avventura (Star Comics) e uno di Battaglia - il vampiro siciliano inventato da Roberto Recchioni e Leomacs, edito dalla Editoriale Cosmo.
È uno degli sceneggiatori dello staff di Orfani e di Dylan Dog, (Sergio Bonelli Editore).
Dal 2001 svolge l’attività di sceneggiatore e regista di cortometraggi animati (Tricky’n’Ducks, Il Bambino che ha spento le stelle), spot televisivi (Coca-cola, Vodafone, Acqua Lete) e videoclip musicali (Tiromancino, Jovanotti, Subsonica, Planet Funk, Coolio & Snoop Dogg, Bungaro & Paola Cortellesi, Mimosa, Hedy Lamarr), ottenendone riconoscimenti italiani e internazionali.
Dal 2005 al 2011 ricopre la carica di Direttore Responsabile del reparto creativo della Rainbow CGI affiancando Iginio Straffi nella realizzazione di Winx Club, e coadiuvandolo nella regia di Gladiatori di Roma.
Per Graphilm e Rai Fiction collabora alla scrittura di Bu-Bum! La strada verso casa, un cartone animato ideato da Maurizio Forestieri, Giovanni Di Gregorio e Francesco Artibani trasmesso in Italia, da Rai Gulp, dal 1º luglio 2016.
Inviato fisso ai più importanti festival italiani, scrive di Cinema per La Repubblica - XL, e per BestMovie.
Nel 2011 rientra nella cinquina di candidati al David di Donatello per il suo lavoro sugli effetti digitali del film L’ultimo terrestre e cura la regia della sigla animata del film di Fausto Brizzi Com’è bello far l’amore.
Sua è la regia delle cinque puntate di #Cose da Uomini - serial web prodotto da Fish-Eye insieme al Dipartimento delle pari opportunità - per sensibilizzare sul tema della violenza sulla donna.
Nel 2014, su soggetto di Roberto Recchioni e per la regia di Ivan Silvestrini, sceneggia Monolith, primo lungometraggio prodotto dalla Sergio Bonelli Editore insieme a Sky e Lock & Valentine. Tratto dall'omonima graphic novel scritta con Roberto Recchioni per i disegni di LRNZ, il film è stato presentato con successo all'edizione 2016 del FrightFest di Londra.
Membro del collettivo di sceneggiatori e disegnatori Uno Studio in Rosso, pubblica con la loro etichetta autoprodotta e in sole trecento copie, il suo primo romanzo: Non ti stavo cercando, stesso titolo del blog che tiene dal gennaio del 2010.
Nel 2015 - insieme a Gud, Paolo Campana, S3keno Piccoli e Fabrizio Verrocchi - inventa e organizza l'ARF!, festival romano dedicato al fumetto, che si svolge all'interno del museo MACRO di Roma.
Candidato al Premio Micheluzzi per il suo albo d'esordio su John Doe, nel settembre del 2016 vince il Premio Andrea Pazienza per il suo ruolo di "agitatore culturale" e come "Miglior Sceneggiatore del 2016".

## Pubblicazioni

### Sergio Bonelli Editore
Dylan Dog
- Mauro Uzzeo e Roberto Recchioni (testi); Bruno Brindisi (disegni), L'eliminazione, in Almanacco della Paura n. 22, Sergio Bonelli Editore, Aprile 2012.
- Mauro Uzzeo (testi); Alberto Pagliaro (disegni), La ragazza che moriva ogni notte, in Dylan Dog Color Fest n. 19, Sergio Bonelli Editore, Novembre 2016.

Orfani:Ringo
- Mauro Uzzeo (sceneggiatura); Mauro Uzzeo e Roberto Recchioni (soggetto); Luca Maresca (disegni), Nulla per nulla, in Orfani: Ringo n.2, Sergio Bonelli Editore, Novembre 2014
- Mauro Uzzeo (sceneggiatura); Mauro Uzzeo e Roberto Recchioni (soggetto); Alex Massacci (disegni), Il numero quattro, in Orfani: Ringo n.4, Sergio Bonelli Editore, Gennaio 2015
- Mauro Uzzeo (sceneggiatura); Mauro Uzzeo e Roberto Recchioni (soggetto); Alessio Avallone (disegni), Come pioggia, in Orfani: Ringo n.6, Sergio Bonelli Editore, Marzo 2015
- Mauro Uzzeo (sceneggiatura); Mauro Uzzeo e Roberto Recchioni (soggetto); Matteo Cremona (disegni), Tabula Rasa, in Orfani: Ringo n.9, Sergio Bonelli Editore, Giugno 2015
- Mauro Uzzeo e Roberto Recchioni (sceneggiatura); Mauro Uzzeo e Roberto Recchioni (soggetto); Giancarlo Olivares (disegni), Death Metal, in Orfani: Ringo n.11, Sergio Bonelli Editore, Agosto 2015

Orfani: Nuovo Mondo
- Mauro Uzzeo e Roberto Recchioni (testi); Luca Maresca e Luca Casalanguida (disegni), Benvenuto nella giungla, in Orfani: Nuovo Mondo n.4, Sergio Bonelli Editore, Gennaio 2016
- Mauro Uzzeo e Roberto Recchioni (testi); Alessio Avallone, Werther Dell’Edera, Arturo Lauria, Aka B, Fabrizio Des Dorides (disegni), E non avrà paura, in Orfani: Nuovo Mondo n.6, Sergio Bonelli Editore, Marzo 2016
- Mauro Uzzeo e Roberto Recchioni (testi); Francesco Mortarino, Werther Dell’Edera, Luca Casalanguida, Fabrizio Des Dorides (disegni), Gioca e muori, in Orfani: Nuovo Mondo n.10, Sergio Bonelli Editore, Luglio 2016

Orfani: Terra
- Mauro Uzzeo e Emiliano Mammucari e Matteo Mammucari (testi); Matteo Cremona (disegni), Oltre il muro, in Orfani:Terra n.3, Sergio Bonelli Editore, Marzo 2017.

Monolith
- Mauro Uzzeo e Roberto Recchioni (testi); Lorenzo Ceccotti (disegni), Sergio Bonelli Editore, Novembre 2016.

### Edizioni Star Comics
I Maestri dell'Avventura
- Mauro Uzzeo (testi); Francesco Francini, Fernando Proietti, Valerio Befani (disegni), 20.000 Leghe sotto i mari, in I Maestri dell’Avventura, Edizioni Star Comics, Novembre 2016

### Shockdom
SmartComix
- Mauro Uzzeo (testi); Mattia Surroz (disegni), Il suono della sirena Archiviato il 1º ottobre 2016 in Internet Archive., in SmartcoMIX n.5, Shockdom, Novembre 2015

### Uno Studio in Rosso
- Mauro Uzzeo;  Non ti stavo cercando, romanzo, tiratura limitata in 300 copie numerate e autografate, novembre 2015.

### Editoriale Aurea
John Doe
- Mauro Uzzeo (sceneggiatura); Mauro Uzzeo, Lorenzo Bartoli, Roberto Recchioni (soggetto); Luca Maresca (disegni), L’uomo con la macchina da presa, in John Doe N.S n.4 (corrispondente a John Doe n.81), Editoriale Aurea, Dicembre 2010
- Mauro Uzzeo (sceneggiatura); Mauro Uzzeo, Lorenzo Bartoli, Roberto Recchioni (soggetto); Valerio Schiti, Federico Rossi Edrighi, Marco Marini, Manolo Morrone, Valerio Nizi (disegni), Non avrai altro dio, in John Doe N.S n.7 (corrispondente a John Doe n.85), Editoriale Aurea, Aprile 2011
- Mauro Uzzeo (sceneggiatura); Mauro Uzzeo, Lorenzo Bartoli, Roberto Recchioni (soggetto); Federico Rossi Edrighi e Marco Marini (disegni), Apri gli occhi, John, in John Doe N.S n.13 (corrispondente a John Doe n.91), Editoriale Aurea, Ottobre 2011
- Mauro Uzzeo e Roberto Recchioni (sceneggiatura); Mauro Uzzeo, Lorenzo Bartoli, Roberto Recchioni (soggetto); Flaviano Armentaro (disegni), L’uomo che amava le donne in John Doe N.S n.18 (corrispondente a John Doe n.96), Editoriale Aurea, Marzo 2012
- Mauro Uzzeo e Roberto Recchioni (sceneggiatura); Mauro Uzzeo, Lorenzo Bartoli, Roberto Recchioni (soggetto); Federico Rossi Edrighi (disegni), Flettendo i muscoli in John Doe N.S n.20 (corrispondente a John Doe n.98), Editoriale Aurea, Maggio 2012

### Tunué
Mono
- Mauro Uzzeo (sceneggiatura); Marco Marini (disegni), La passione di Livia, in Mono n.5. Tunué, Novembre 2008
- Mauro Uzzeo (sceneggiatura); Werther Dell’Edera (disegni), Il viaggio, in Mono n.9. Tunué, Novembre 2010

Storytellers
- Mauro Uzzeo (testi), Voleva soltanto restare lì, in Storytellers n.14, Tunué, Maggio 2010

### Nicola Pesce Editore
Asso - Il braccio forte del fumetto
- Mauro Uzzeo (testi); Federico Rossi Edrighi (disegni), A casa di Asso, in Asso - il braccio forte del fumetto, Novembre 2012

Wonderland
- Mauro Uzzeo (testi); Margherita Tramutoli e Federico Rossi Edrighi (disegni), Ripicche di cuore, in Wonderland – Quando Alice se ne andò, Novembre 2010

### Edizioni BD
Alta Fedeltà
- Mauro Uzzeo (testi); Marco Marini (disegni), Il gioco di Katie, in Altà Fedeltà Volume 4, Edizioni BD, Novembre 2005

### Montego
Velo di Maya
- Mauro Uzzeo (testi); Marco Marini e Franco Urru (disegni), Disperazione, in Velo di Maya n. 1, Novembre 1999
- Mauro Uzzeo (testi); Marco Marini e Franco Urru (disegni), Comprensione, in Velo di Maya n. 2, Gennaio 2000
- Mauro Uzzeo (testi); Marco Marini e Franco Urru (disegni), Approvazione, in Velo di Maya n. 3, Marzo 2000

### Alessandro Tesauro Editore
Antares
- Mauro Uzzeo (testi); Franco Urru, Girolamo di Geromino, Aurelio Lecis, Emiliano Mammucari (disegni), miniserie in 4 albi pubblicata tra il Novembre 1996 e il Novembre 1998

Mick & Eva
- Mauro Uzzeo e Giovanni Masi (testi); Monica Catalano (disegni), Uno + Uno = Due Uno, in Mick & Eva n.0, Alessandro Tesauro Editore, Novembre 1996
- Mauro Uzzeo (testi); Monica Catalano e Sabrina Amato (disegni), ...e poi mi parli di una vita insieme, in Mick & Eva n.1, Alessandro Tesauro Editore, Marzo 1997
- Mauro Uzzeo (testi); Sabrina Amato (disegni), Certe notti, in Mick & Eva n.2, Alessandro Tesauro Editore, Novembre 1997
- Mauro Uzzeo (testi); Monica Catalano (disegni), Cantando sotto la pioggia, in Mick & Eva n.3, Alessandro Tesauro Editore, Novembre 1998

### Coniglio Editore
Blue
- Mauro Uzzeo (testi); Marco Marini (disegni), varie storie brevi pubblicate sulla rivista Blue tra il 1998 e il 2001.